# Dolichiscus opiliones
Dolichiscus opiliones är en kräftdjursart som beskrevs av Schultz 1981. Dolichiscus opiliones ingår i släktet Dolichiscus och familjen Austrarcturellidae.
Artens utbredningsområde är havet kring Nya Zeeland. Inga underarter finns listade i Catalogue of Life.